# Laivan Greene
Laivan Greene, född 17 februari 1992 i Springfield, Massachusetts, är en amerikansk skådespelerska, sångerska och dansare. Hon har bland annat gjort rollen som Keisha Ray i Disney Channelfilmen Jump In! och har även haft roller i TV-serierna All of Us och Heroes. Efter tiden som barnskådespelare upphörde 2009 började hon på United States Military Academy i West Point, New York.